# 巴利亚赖恩
巴利亚赖恩（西班牙語：Baliarrain）是西班牙巴斯克自治区吉普斯夸省的一个市镇。总面积3平方公里，总人口97人（2001年），人口密度32人/平方公里。